# Iphimedia kateae
Iphimedia kateae is een vlokreeftensoort uit de familie van de Iphimediidae. De wetenschappelijke naam van de soort is voor het eerst geldig gepubliceerd in 2006 door Coleman & Lowry.